# Sea Lake
Sea Lake is een plaats in de Australische deelstaat Victoria en telt 634 inwoners (2006).